# Bivonaea lutea
Bivonaea lutea là một loài thực vật có hoa trong họ Cải. Loài này được (Biv.) DC. mô tả khoa học đầu tiên năm 1821.